# تپه داروند
تپه داروند مربوط به دوره تاریخی ـ قرون اولیه دوره اسلامی است و در شهرستان ایلام، بخش مرکزی، دهستان میش خاص، روستای داروند واقع شده است. این اثر در تاریخ ۳۰ دی ۱۳۸۵ با شمارهٔ ثبت ۱۶۹۴۶ به عنوان یکی از آثار ملی ایران به ثبت رسیده است.